# Louis de Challant
 (août 2022).
Si vous disposez d'ouvrages ou d'articles de référence ou si vous connaissez des sites web de qualité traitant du thème abordé ici, merci de compléter l'article en donnant les références utiles à sa vérifiabilité et en les liant à la section « Notes et références ».
Louis de Challant (né le 1er août 1454, mort en 1487/1489) (également italianisé en Luigi ou Ludovico di Challant) noble valdôtain appartenant à la maison de Challant issu de la lignée des Challant-Aymavilles, il fut le 3e comte de Challant.

## Biographie
Louis né le 1er août 1454 au château d'Aymavilles est l'unique héritier mâle de Jacques de Challant Aymavilles et de Jeanne fille de Philibert Andrevet seigneur de Corsan et de Beaurepaire à atteindre l'âge adulte ; il a comme parrain lors de son baptême Louis de Valois Dauphin de France le futur roi Louis XI de France qui lui donne son prénom.
Il hérite en 1459, âgé de seulement 5 ans à la mort de son père, du titre de comte de Challant qui lui est contesté plusieurs années par sa cousine Catherine de Challant. Il contrôle finalement les fiefs d'Aymavilles et de Graines avec Saint-Martin, Ayas, Brusson et la vallée de Gressoney. En 1464, il hérite de son oncle Guillaume la part des fiefs qu'il détenait ; Andorno, Surpierre, Issogne, Châtillon et Verrès. Il est investi les 6 mai 1469 et 20 décembre 1478 des fiefs d'Ussel et de Saint-Marcel en substitution à François de Challant-Ussel.
Comme les autres membres de sa famille, il exerce de nombreuses charges et fonctions auprès de la maison de Savoie ; chambellan et de conseiller de la duchesse Yolande de France en 1475, bailli de la vallée d'Aoste à partir de 1477, châtelain d'Aoste et de Châtel-Argent de 1477 à 1484, de Bard, gouverneur et lieutenant du comté de Nice à partir de 1480. Il conduit les troupes savoyardes contre les Valaisans en 1476 et accompagne le duc Philibert Ier de Savoie en France en 1479. En 1465, il avait été nommé par le duc Amédée IX de Savoie Chevalier de l'« Ordre du Collier » dit ensuite Ordre suprême de la Très Sainte Annonciade.
Il teste le 22 avril 1487 et meurt avant le 4 mars 1489 et est inhumé comme son père dans l'église des cordeliers d'Aoste, lassant la tutelle de ses fils à son cousin Georges de Challant, qui poursuit les travaux commencés par Louis dans son château d'Issogne.

## Union et postérité
Il épouse le 14 juillet 1477 Marguerite de La Chambre, fille d'Amédée de Seyssel de La Chambre vicomte de Maurienne comte de la Chambre et de Luille seigneur de Barjat et de la Rochette et de Marie de Savoie issue des seigneurs de Pancarlieri. La fiancée reçoit à cette occasion de la duchesse de Savoie une dot de 2 000 florins d'or.
- Philibert de Challant 4e comte de Challant.
- Jacques seigneur d'Aymavilles, Verrès, Ussel, et Saint-Marcel en 1490.
- Charles de Challant, prêtre protonotaire apostolique Prévôt de Saint-Gilles de Verrès.
- Françoise, dame d'honneur de la duchesse de Savoie en 1492, épouse en 1500 Andrea Ferrero comte de Candelo.
- Louise, dame d'honneur de la duchesse de Savoie en 1492, épouse en 1506 Pierre de Challant, seigneur de Varrey.
- Jeanne religieuse au monastère de Sainte-Catherine d'Aoste.

Louis de Challant laisse également un enfant illégitime.
- Annibal († 1517), docteur en droit, chanoine de la Cathédrale d'Aoste. Ambassadeur du duc de Savoie auprès de Pape en 1513.

### Sources
- (it) Alessandro Barbero, Valle d'Aosta medievale Liguori éd, Naples (2000)  (ISBN 8820731622).
- Ouvrage collectif sous la direction d'Olivier Mattéoni et Guido Castelnuovo De part et d'autre des Alpes : les châtelains et les princes à la fin du Moyen Âge. Alessandro Barbero « Les châtelains de la Vallée d'Aoste  », Publication de la Sorbonne Paris  (ISBN 2859445609).

### Articles liés
- Catherine de Challant
- Maison de Challant
- Château d'Issogne